# Джо Белл (футболіст)
Джо Белл (англ. Joe Bell, нар. 27 квітня 1999, Бристоль) — новозеландський футболіст, півзахисник норвезького «Вікінга» і національної збірної Нової Зеландії.

## Клубна кар'єра
Народився 27 квітня 1999 року в англійському Бристолі. Дитиною переїхав до Нової Зеландії, де займався футболом у структурі клубу «Тім Веллінгтон».
У дорослому футболі дебютував 2014 року виступами за резервну команду «Веллінгтон Фенікс», в якій провів три сезони, взявши участь у 34 матчах новозеландської першості.
На початку 2020 року перебрався до Європи, уклавши трирічний контракт із норвезьким «Вікінгом». Відіграв за команду зі Ставангера наступні два роки своєї ігрової кар'єри, стабільно був її основним гравцем.
Наприкінці січня 2022 року перейшов до лав чемпіона Данії, клубу «Брондбю». У цій команді провів півтора роки, після чого влітку 2023 року повернувся до «Вікінга», цього разу на умовах чотирирічного контракту.

## Виступи за збірні
2017 року дебютував у складі юнацької збірної Нової Зеландії (U-17), загалом на юнацькому рівні взяв участь у 3 іграх.
Протягом 2017–2019 років залучався до складу молодіжної збірної Нової Зеландії. На молодіжному рівні зіграв у 7 офіційних матчах.
2019 року дебютував в офіційних матчах у складі національної збірної Нової Зеландії.
2021 року захищав кольори олімпійської збірної Нової Зеландії, ставши у її складі учасником футбольного турніру на Олімпійських іграх 2020 року у Токіо, де взяв участь у всіх чотирьох іграх своєї команди. Згодом був включений до заявки новозеландських олімпійців і на Олімпійські ігри 2024 року в Парижі, ставши одним із трьох дозволених гравців віком понад 23 роки у команді. Виходив на поле в усіх трьох її іграх на турнірі.